# September (canção)
"September" é uma canção da banda norte-americana de rock Daughtry, do seu segundo álbum intitulado Leave This Town. A canção foi lançada como terceiro single deste CD em junho de 2010. A música foi escrita por Chris Daughtry e Josh Steely, e fala sobre a infância de Chris e as memórias com seu irmão enquanto eles cresciam numa pequena cidade na Carolina do Norte. 
"Toda vez que eu escuto esta canção eu me lembro dos verões em Lasker," disse Chris. "Eu adorei crescer lá, mas eu sabia que tinha de sair de lá pra viver a vida". Um parte da canção, "Yeah, We knew we had to leave this town / But we never knew when and we never knew how / We would up here the way we are", inspirou o título do álbum.
Esta canção foi cantada na 9ª Temporada do programa American Idol em 12 de maio de 2010.
Em 11 de junho de 2010, "September" estreou na posição nº 30 na Billboard Adult Pop songs.

## Video clipe
O video clipe da canção foi filmado em 1 de julho de 2010 no Stevens Center da Universidade da Carolina do Norte em Winston Salem, Carolina do Norte  e estreou na Vevo em 16 de julho de 2010. O video mostra a banda se apresentando num palco com fotos e videos caseiros sendo projetados atrás deles.

## Lançamento
| Região         | Data                 | Formato          |
| -------------- | -------------------- | ---------------- |
| Estados Unidos | 1 de junho de 2010   | Rádio            |
| Estados Unidos | 8 de junho de 2010   | CD, download     |
| Reino Unido    | 23 de agosto de 2010 | Download digital |

## Paradas musicais
| Paradas (2010)                                | Melhor posição |
| --------------------------------------------- | -------------- |
| Canadá (Canadian Hot 100)                     | 29             |
| Canadá (Billboard AC)                         | 4              |
| Canadá (Billboard Hot AC)                     | 36             |
| Estados Unidos (Billboard Hot 100)            | 36             |
| Estados Unidos (Billboard Adult Contemporary) | 2              |
| Estados Unidos (Billboard Adult Top 40)       | 2              |
| Estados Unidos (Billboard Mainstream Top 40)  | 20             |